# Министерство здравоохранения Польши
Министерство здравоохранения Польши (пол. Ministerstwo Zdrowia, MZ) — орган исполнительной власти Республики Польша, возглавляемый министром, курирующим вопросы здравоохранения (c 13 декабря 2023 года — Изабела Лещина). С 1947 года министерство располагается во дворце Паца — Радзивиллов

## История
- Министерство здравоохранения (1918—1923)
- Министерство труда, социального обеспечения и здравоохранения (1944—1945)
- Министерство здравоохранения (1945—1960)
- Министерство здравоохранения и социального обеспечения (1960—1999)
- Министерство здравоохранения (1999 — настоящее время)